# Pieni-Pentu
Pieni-Pentu är en ö i Finland. Den ligger i sjön Pielisjärvi och i kommunerna Lieksa och Lieksa i den ekonomiska regionen  Pielinen-Karelen  och landskapet Norra Karelen, i den östra delen av landet, 400 km nordost om huvudstaden Helsingfors. Öns area är 58,6 hektar och dess största längd är 1,1 kilometer i nord-sydlig riktning.